# Zemská silnice B23

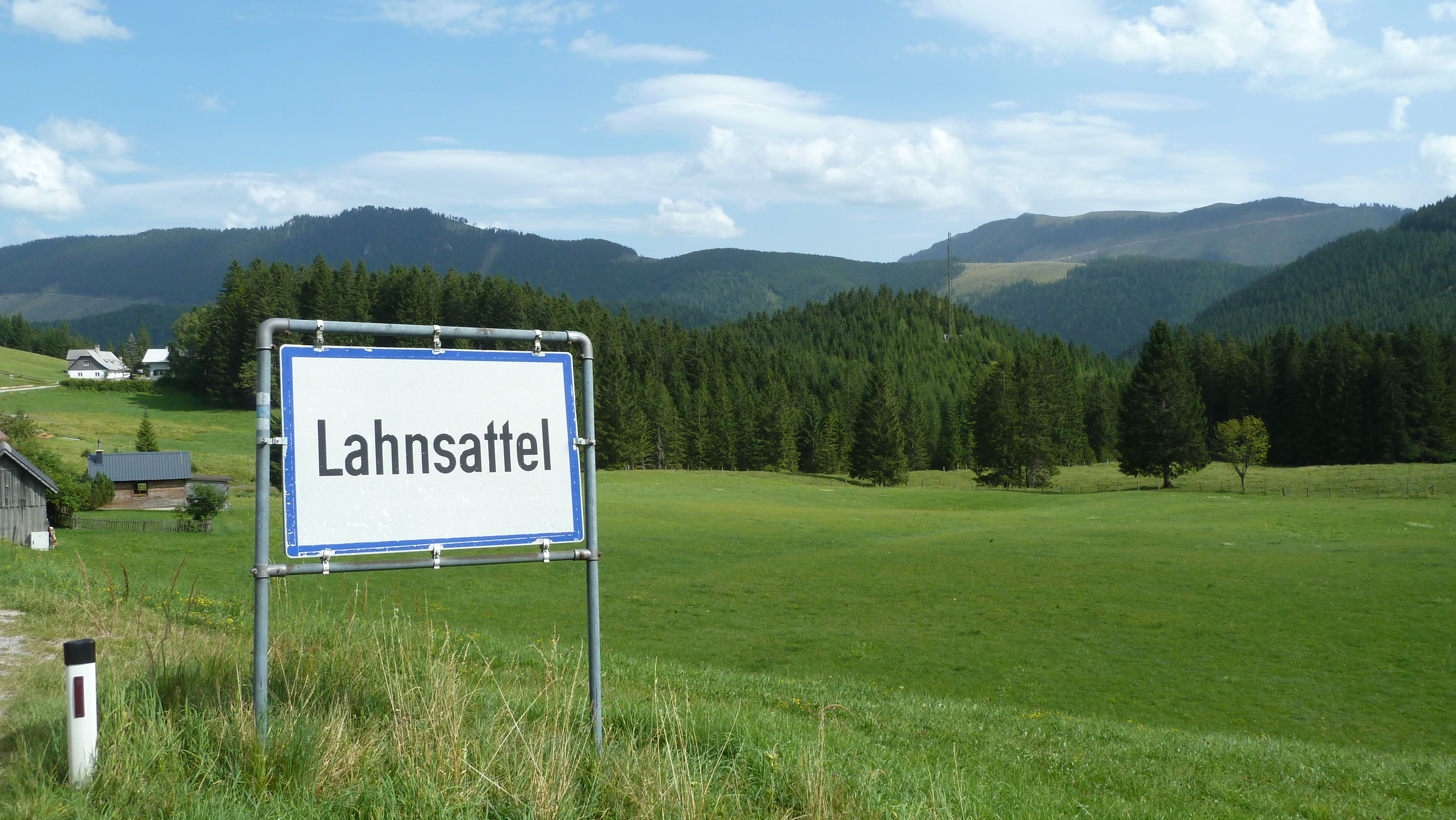

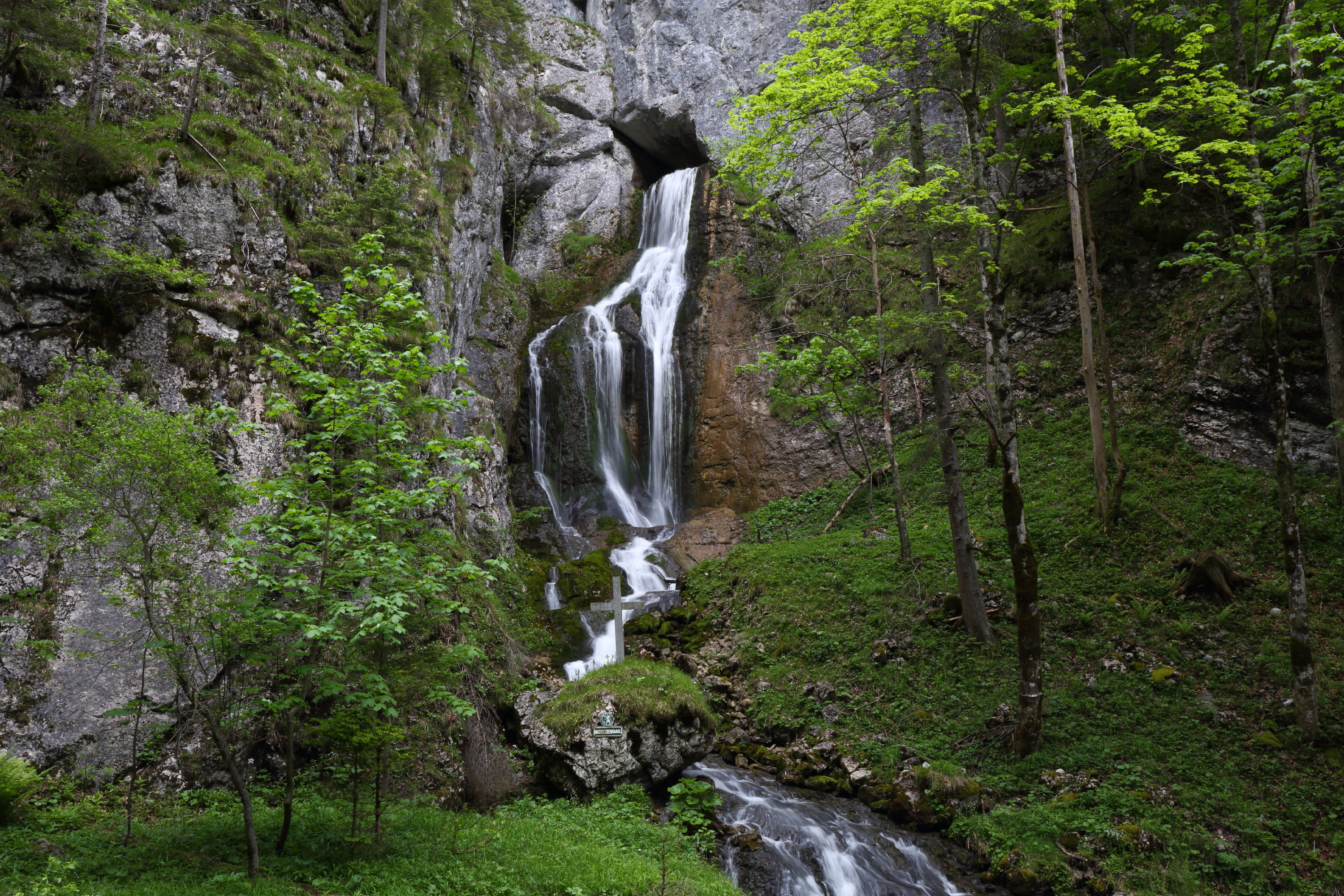
Vodopád Totes Weib

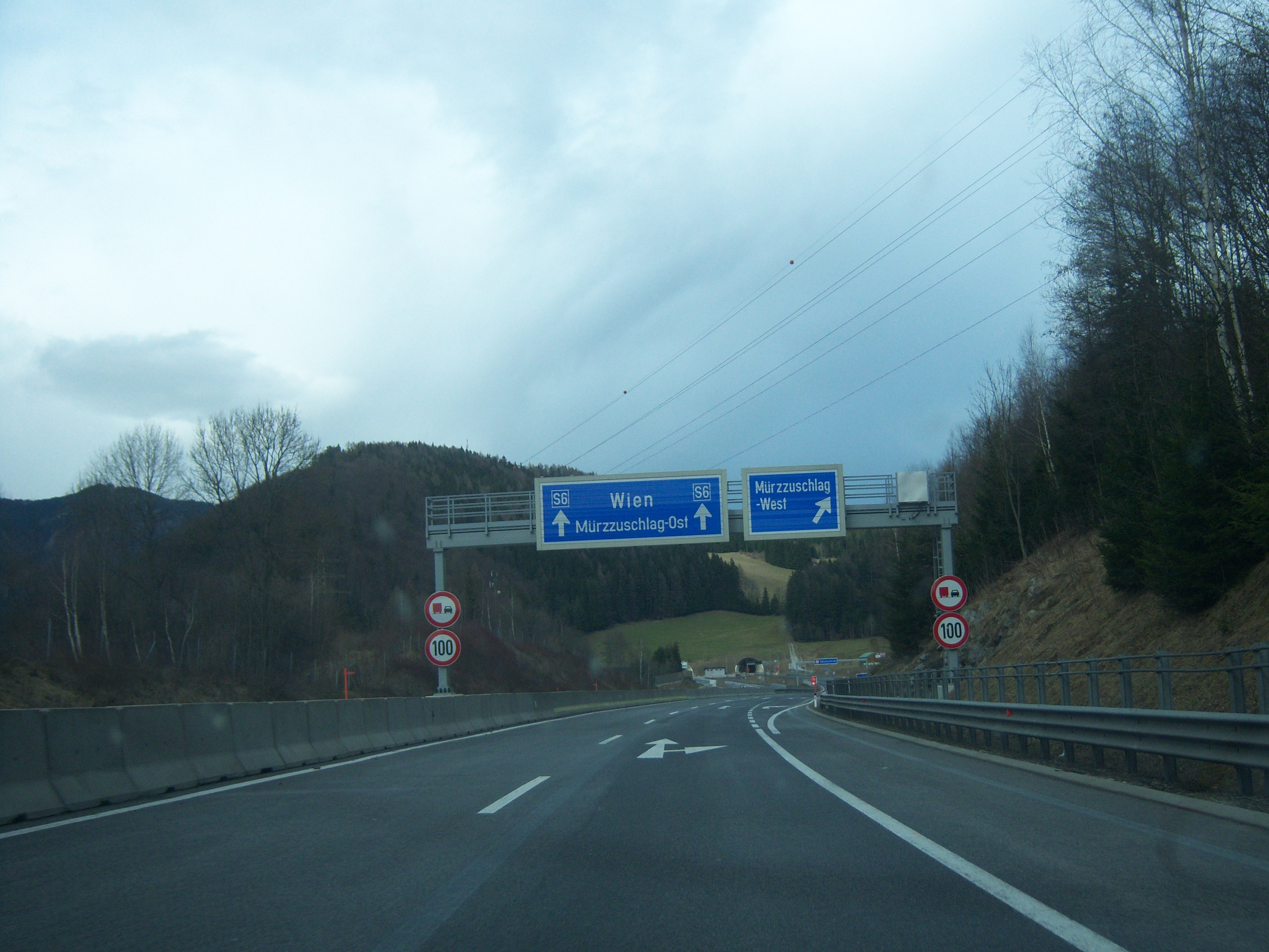
S6 Mürzzuschlag-West

Zemská silnice Lahnsattel Straße B23 se nachází ve spolkových zemích Štýrsko a Dolní Rakousko. Začíná u města Mürzzuschlag v okrese Bruck-Mürzzuschlag, směřuje na severozápad údolím řeky Mürz a skončí napojením na Gutensteiner Straße B21 v osadě Terz, na území místní části Lahnsattel obce St. Aegyd am Neuwalde, v okrese Lilienfeld. Celková délka silnice je zhruba 41 km.

## Popis
| km   | Místo               | Popis                                                                          | m n. m. |
| ---- | ------------------- | ------------------------------------------------------------------------------ | ------- |
| 0    | Mürzzuschlag        | Začátek B23 na výjezdu Mürzzuschlag-West ze silnice Semmering Schnellstraße S6 | 680     |
| 0,1  | Mürzzuschlag        | Podjezd pod silnicí S6 – směr do města                                         | 675     |
| 2,3  | Mürzzuschlag        | Průjezd městem                                                                 | 670     |
| 2,5  |                     | Podjezd pod železniční tratí Südbahn                                           | 674     |
| 2,8  | Mürzzuschlag        | Úrovňový žel. přejezd místní trati Mürzzuschlag-Neuberg                        | 676     |
| 8,9  | Kapellen            | průjezd obcí, odbočka na L 103                                                 | 705     |
| 13,5 | Neuberg an der Mürz | průjezd městysem                                                               | 740     |
| 23,1 | Mürzsteg            | průjezd městysem                                                               | 788     |
| 30,0 | Tunel               | vjezd do tunelu - vodopád Totes Weib                                           | 900     |
| 30,6 | Tunel               | výjez z tunelu                                                                 | 900     |
| 31,6 | Frein an der Mürz   | průjezd vesnicí                                                                | 856     |
| 37,0 | Lahnsattel          | průjezd místní částí                                                           | 995     |
| 38,5 | Lahnsattel          | horské sedlo 1006 m n. m.                                                      | 1006    |
| 41,4 | Terz                | konec B23 napojením na Gutensteiner Straße B21                                 | 860     |

Poznámka: v tabulce uvedené kilometry a nadmořské výšky jsou přibližné.